# Sparianthina rufescens
Sparianthina rufescens là một loài nhện trong họ Sparassidae.
Loài này thuộc chi Sparianthina. Sparianthina rufescens được Cândido Firmino de Mello-Leitão miêu tả năm 1940.